# 1955 McMath
Az 1955 McMath (ideiglenes jelöléssel 1963 SR) a Naprendszer kisbolygóövében található aszteroida. Indianai Egyetem fedezte fel 1963. szeptember 22-én.